# Maxillaria saxatilis
Maxillaria saxatilis är en orkidéart som beskrevs av Heinrich Gustav Reichenbach. Maxillaria saxatilis ingår i släktet Maxillaria och familjen orkidéer. Inga underarter finns listade i Catalogue of Life.